# Pawsey (krater)
Pawsey je istrošeni udarni krater koji se nalazi pokraj sjevernih vanjskih bedema kratera Wiener, na dalekoj strani Mjeseca. Ime je dobio u čast australskog radiofizičara i radioastronoma Josepha Pawseya. Na istoku-sjeveroistoku od Pawseya nalazi se veliki krater Campbell, a dalje na zapadu je Bridgman .
Ovaj je krater djelomično prekriven izbacivanjem mlađeg Wienerova udara, ostavljajući neravnu formaciju s rubovima koji su bili prekriveni materijalom. Uz zapadni rub nalazi se mali krater, a uz sjeveroistočni rub još jedan mali krater u obliku šalice. Unutar unutrašnjosti nalazi se mali krater u obliku šalice duž baze zapadnog unutarnjeg zida.

## Vanjske poveznice
|  | Zajednički poslužitelj ima još gradiva o temi Pawsey (krater) |